# Hansa-Brandenburg KDW
Hansa-Brandenburg KDW là một loại thủy phi cơ tiêm kích của Đức trong Chiến tranh thế giới I.

## Quốc gia sử dụng
Germany
- Hải quân Đế quốc Đức

## Tính năng kỹ chiến thuật (KDW)
Dữ liệu lấy từ Encyclopedia of Military Aircraft
Đặc tính tổng quan
- Kíp lái: 1
- Chiều dài: 8 m (26 ft 3 in)
- Sải cánh: 9,25 m (30 ft 4 in)
- Chiều cao: 3,35 m (11 ft 0 in)
- Trọng lượng có tải: 1.040 kg (2.293 lb)
- Động cơ: 1 × Benz Bz.III , 112 kW (150 hp)

Hiệu suất bay
- Vận tốc cực đại: 172 km/h (107 mph; 93 kn)
- Thời gian bay: 2 h 30 phút
- Trần bay: 4.000 m (13.123 ft)

Vũ khí trang bị

- Súng: 1 hoặc 2 × súng máy 7,92 mm (.312 in)